# Pachylocerus corallinus
Pachylocerus corallinus es una especie de escarabajo longicornio del género Pachylocerus, tribu Pseudolepturini, orden Coleoptera. Fue descrita científicamente por Hope en 1834.
El período de vuelo ocurre durante el mes de septiembre.

## Descripción
Mide 19-33 milímetros de longitud.

## Distribución
Se distribuye por India (Java).